# 埃皮农维尔
埃皮农维尔（法語：Épinonville，法語發音：[epinɔ̃vil]）是法国默兹省的一个市镇，属于凡尔登区。

## 地理
埃皮农维尔（49°16'36"N, 5°4'49"E）面积14.06 平方千米，位于法国大東部大區默兹省，该省份为法国西北部内陆省份，北与比利时接壤，西接马恩省和阿登省，南至上马恩省和孚日省，东临默尔特-摩泽尔省。
与埃皮农维尔接壤的市镇（或旧市镇、城区）包括：埃克塞尔蒙、博尔尼、沙尔庞特里、谢尔日苏蒙福孔、阿戈讷地区蒙福孔、楠蒂卢瓦、韦里。

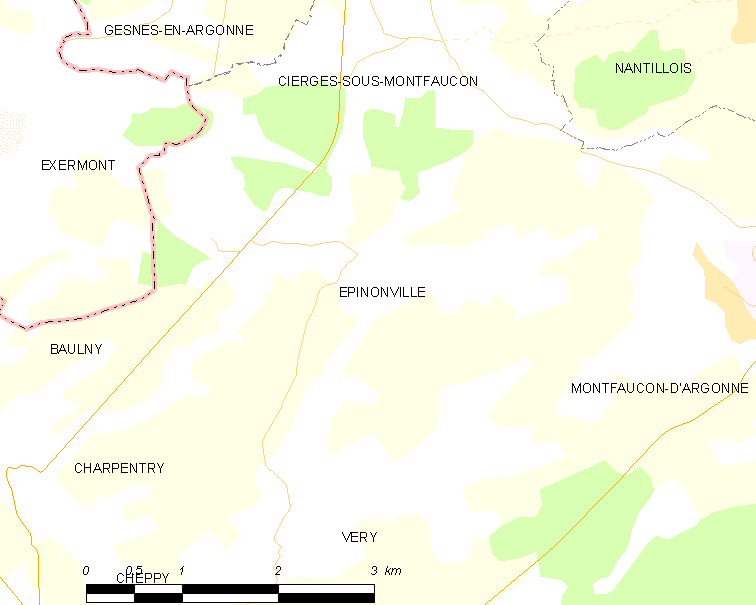
埃皮农维尔的OSM定位图

埃皮农维尔的时区为UTC+01:00、UTC+02:00（夏令时）。

## 行政
埃皮农维尔的邮政编码为55270，INSEE市镇编码为55174。

## 政治
埃皮农维尔所属的省级选区为阿戈讷地区克莱蒙县。

## 人口

1962-2008年间埃皮农维尔人口变化图示

埃皮农维尔于2022年1月1日时的人口数量为69人。